# Kleines Immergrün
Das Kleine Immergrün (Vinca minor), auch Kleines Singrün genannt, ist eine Pflanzenart aus der Gattung Immergrün (Vinca) innerhalb der Familie der Hundsgiftgewächse (Apocynaceae).

## Beschreibung

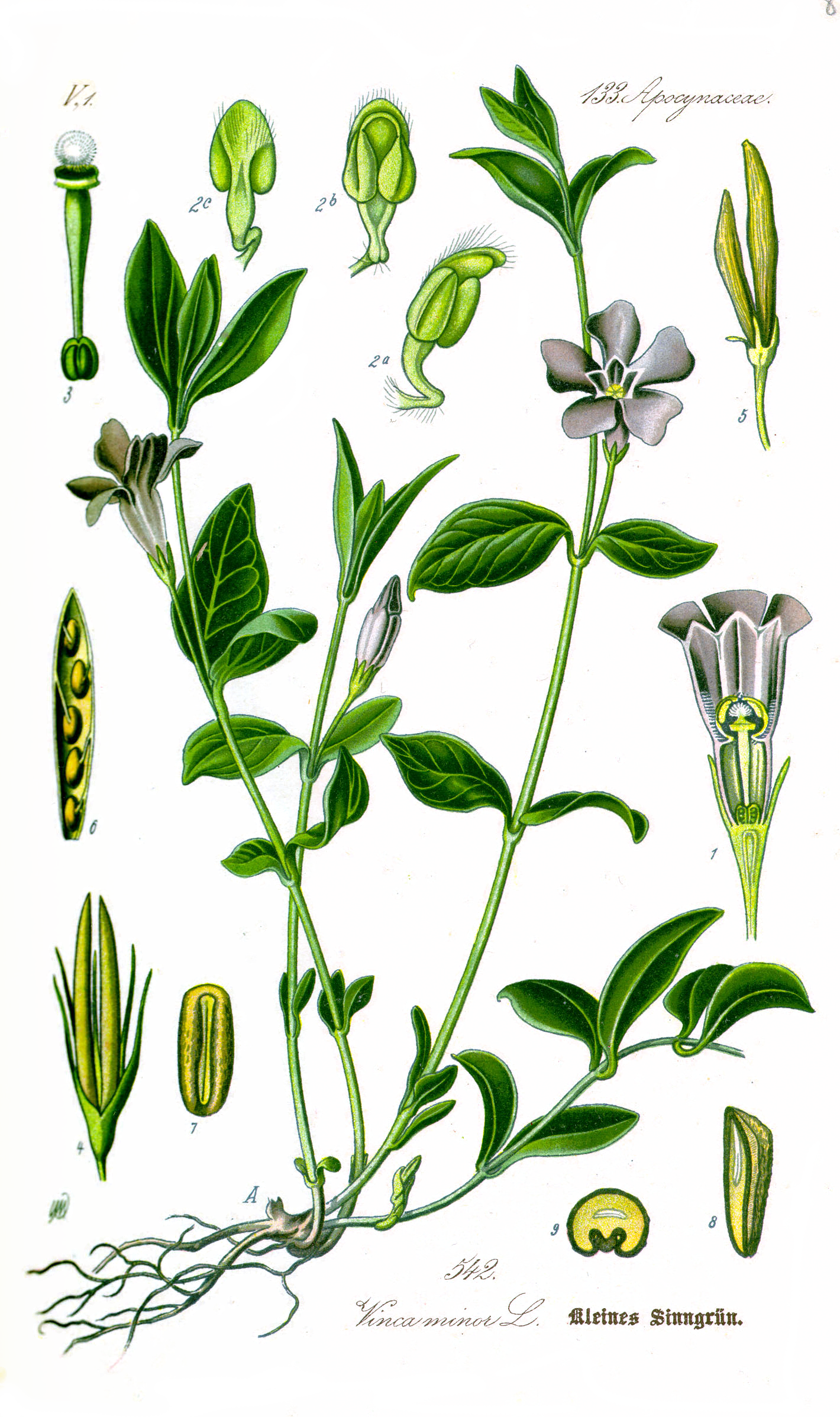
Illustration von Otto Wilhelm Thomé

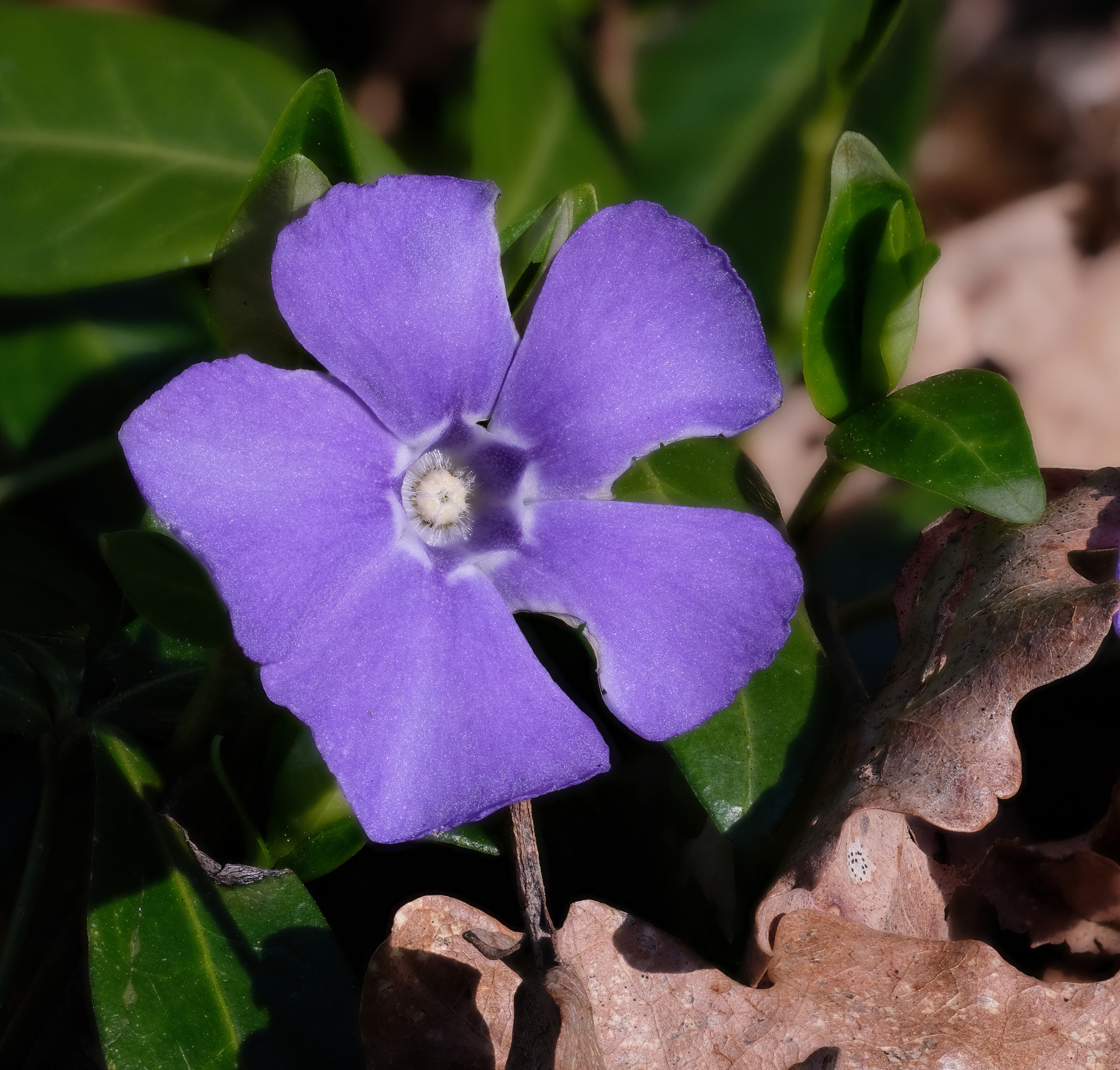
Blüte

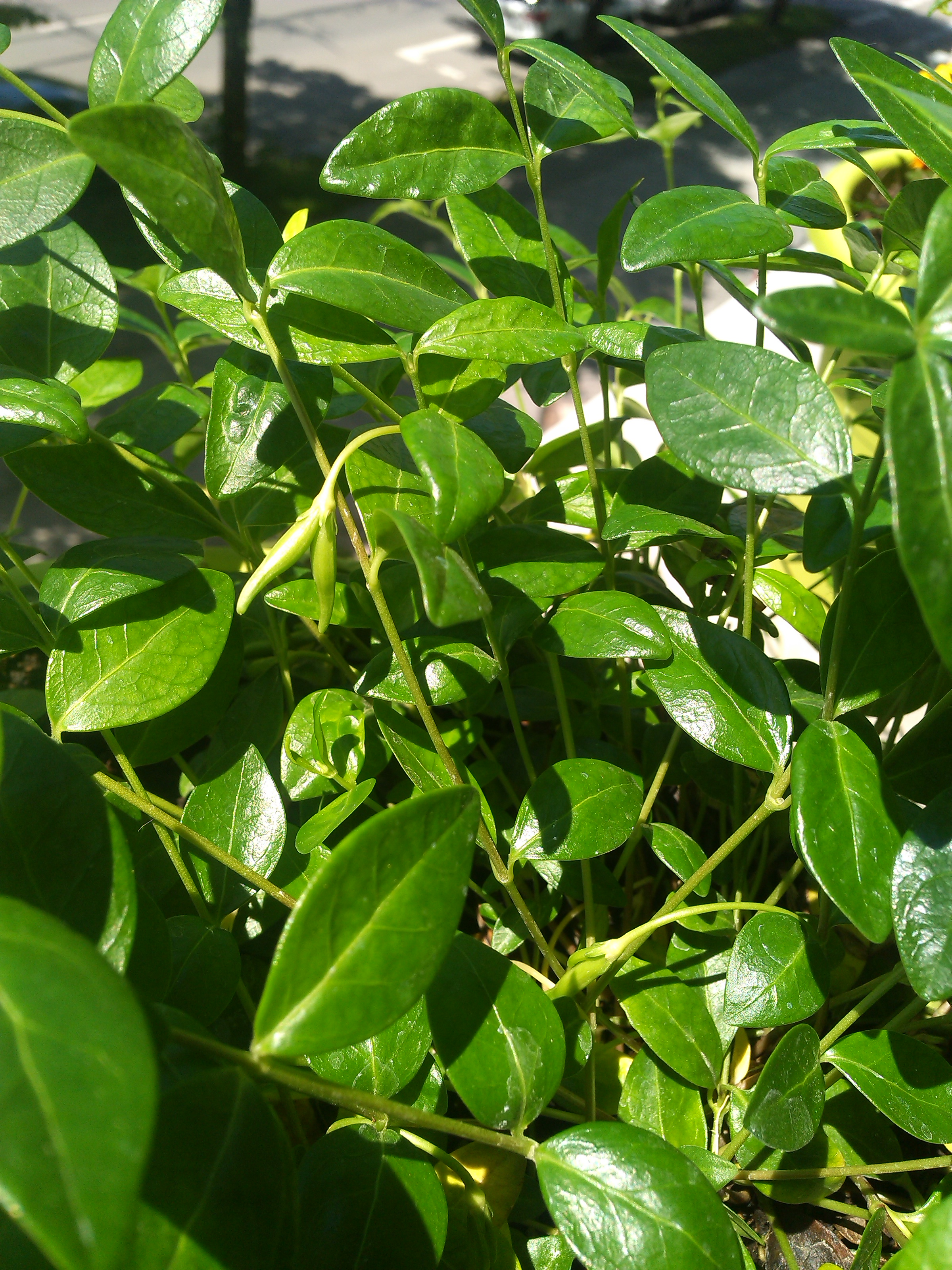
Laubblätter und junge Fruchtstände

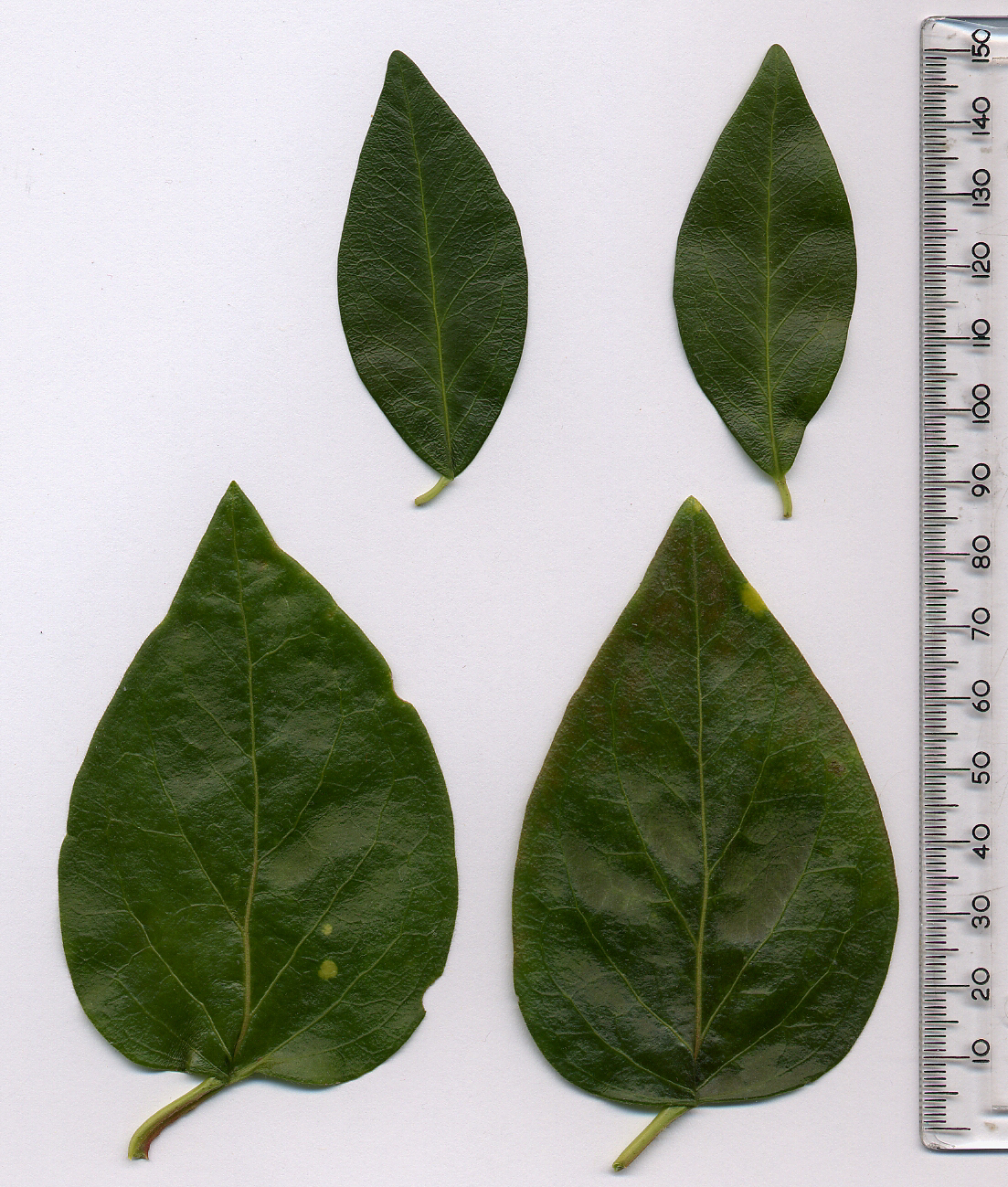
Blätter vom Kleinen Immergrün (oben) und vom Großen Immergrün (unten)

### Vegetative Merkmale
Das Kleine Immergrün ist ein immergrüner, niedriger Halbstrauch, der Wuchshöhen von 10, höchstens 20 Zentimetern erreicht. Die vegetativen Sprossachsen sind niederliegend, sich an den Knoten bewurzelnd und können pro Jahr bis zu 2 Meter lang werden. Die Blühtriebe stehen aufrecht.
Die gegenständig angeordneten Laubblätter sind in Blattstiel und -spreite gegliedert. Die Blattstiele sind an der Basis verwachsen. Die einfache, lederige Blattspreite ist bei einer Länge von bis zu 4 Zentimetern länglich-lanzettlich bis elliptisch, ganzrandig, dunkelgrün und auf der Rückseite heller. Sie ist nach dem Grund zu verschmälert.

### Generative Merkmale
Die lang gestielten Blüten befinden sich einzeln in den Blattachseln diesjähriger, aufrechter Triebe.
Die zwittrige Blüte ist bei einem Durchmesser von 2 bis 3 Zentimetern radiärsymmetrisch und fünfzählig mit doppelter Blütenhülle. Der Kelch ist trichterförmig und viel kürzer als die Blütenkrone. Die kahlen Kelchzipfel sind bei einer Länge von 4 bis 5 Millimetern langlanzettlich. Die fünf Kronblätter sind zu einer 11 Millimeter langen Röhre verwachsen. Bei den Wildsorten sind die Blütenkronen hellblau bis violett und nur selten weiß. Die Blütenkrone besitzt einen fünfteiligen Saum aus propellerförmigen, asymmetrischen rechts gedrehten Kronblattzipfeln. Die Kronzipfel sind am oberen Ende schief gestutzt. Die fünf Staubblätter sind in der Mitte der Kronröhre eingefügt.
Die Balgfrucht ist bei einer Länge von 15 bis 22 Millimetern länglich-walzlich und enthält nur zwei oder drei Samen. Die braunen Samen sind bei einer Länge von 6 bis 9 Millimetern walzlich und grob warzig.
Die Chromosomenzahl beträgt 2n = 46.

## Ökologie und Phänologie
Das Kleine Immergrün ist ein Chamaephyt. Vegetative Vermehrung über die vegetativen Triebe ist vorherrschend. Die Blattoberseite ist glänzend (Wärmeschutz durch Reflexion). Das Kleine Immergrün besitzt ungegliederte Milchröhren.
Die Blüten sind homogame, stieltellerförmige „Große Trichterblumen“. Der Nektar befindet sich am Grunde der Kronröhre und ist durch einen Haarkranz als Saftdecke geschützt. Die plattenförmige Narbe ist durch senkrechte Verwachsung der Fruchtblätter entstanden und an der Spitze mit einem Haarschopf versehen, in den der Pollen entleert wird. Darunter befindet sich ein Klebrand, an dem Insekten ihren Rüssel beschmieren, wenn sie ihn zum Nektar führen, so dass der Pollen erst beim Herausziehen des Rüssels aus der Blüte haften bleibt. Dadurch ist auch Selbstbestäubung möglich. Bestäuber sind Schmetterlinge, Bienen und Wollschweber (Bombyliidae).
Die Blütezeit reicht von März bis Juni. Das Kleine Immergrün fruchtet von Juni bis Juli.
Die Früchte sind Doppel-Balgfrüchte. Die Samen besitzen ein Nährgewebe, aber keinen Haarschopf; sie werden durch Ameisen ausgebreitet. In Mitteleuropa fruchtet das Kleine Immergrün selten, und der Samenansatz ist gering.

## Vorkommen

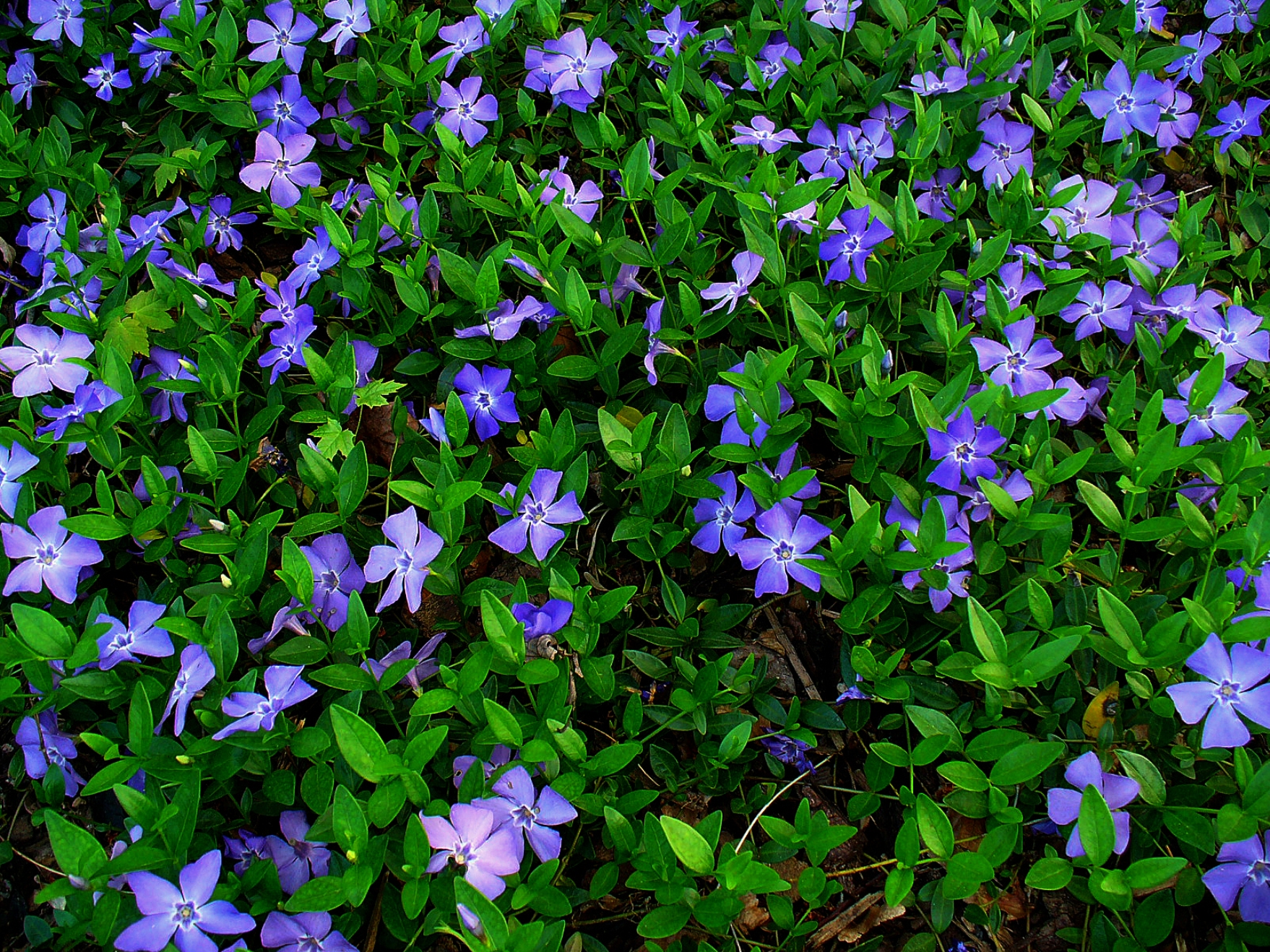
Bestand

Das Kleine Immergrün kommt in Mittel- und Südeuropa und in Kleinasien vor und wächst von der collinen bis zur montanen Höhenstufe bis in Höhenlagen von etwa 1000 Metern. In den Allgäuer Alpen steigt es in Bayern am Tiefenbacher Eck bis zu einer Höhenlage von 1100 Metern auf. Im Kanton Wallis steigt es bis zu einer Höhenlage von 1320 Meter auf.
In Mitteleuropa ist es als Kulturrelikt zu bewerten, das in Süddeutschland seit der Römerzeit in Mitteleuropa auftritt, aber auch auf mittelalterliche Ansiedlungen hindeuten kann. Es wurde bereits im 13. Jahrhundert von Albertus Magnus erwähnt. Es ist seit dem 16. Jahrhundert in Mitteleuropa (1526 bei Ulm) nachgewiesen. Da die Fernausbreitung fast ausschließlich über den Menschen erfolgt, zeigen Standorte im Wald meist noch heute die Lage ehemaliger Burgen und Siedlungen an. Es gehört damit zu den Stinsenpflanzen bzw. Burggartenflüchtlingen. In Schleswig-Holstein kommt es erst seit der Neuzeit vor.
Das Kleine Immergrün kommt zerstreut, aber gesellig, wild oder verwildert in artenreichen Laub- oder Buchen-Mischwäldern vor. Es gedeiht meist auf nährstoffreichen, frischen Ton- oder Lehmböden in mild humider Klimalage. Nach Ellenberg ist es ozeanisch verbreitet, ein Frischezeiger, ein Schwachsäure- und Schwachbasezeiger und eine Verbandscharakterart der Eichen-Hainbuchen-Wälder (Carpinion betuli). Es kommt aber in Mitteleuropa auch in Pflanzengesellschaften des Verbands Fagion oder der Ordnungen Quercetalia pubecentis und Prunetalia vor.
Die ökologischen Zeigerwerte nach Landolt et al. 2010 sind in der Schweiz: Feuchtezahl F = 3 (mäßig feucht), Lichtzahl L = 2 (schattig), Reaktionszahl R = 4 (neutral bis basisch), Temperaturzahl T = 3+ (unter-montan und ober-kollin), Nährstoffzahl N = 3 (mäßig nährstoffarm bis mäßig nährstoffreich), Kontinentalitätszahl K = 3 (subozeanisch bis subkontinental).

## Taxonomie
Die Erstveröffentlichung von Vinca minor erfolgte 1753 durch Carl von Linné in Species Plantarum, Tomus I, S. 209.

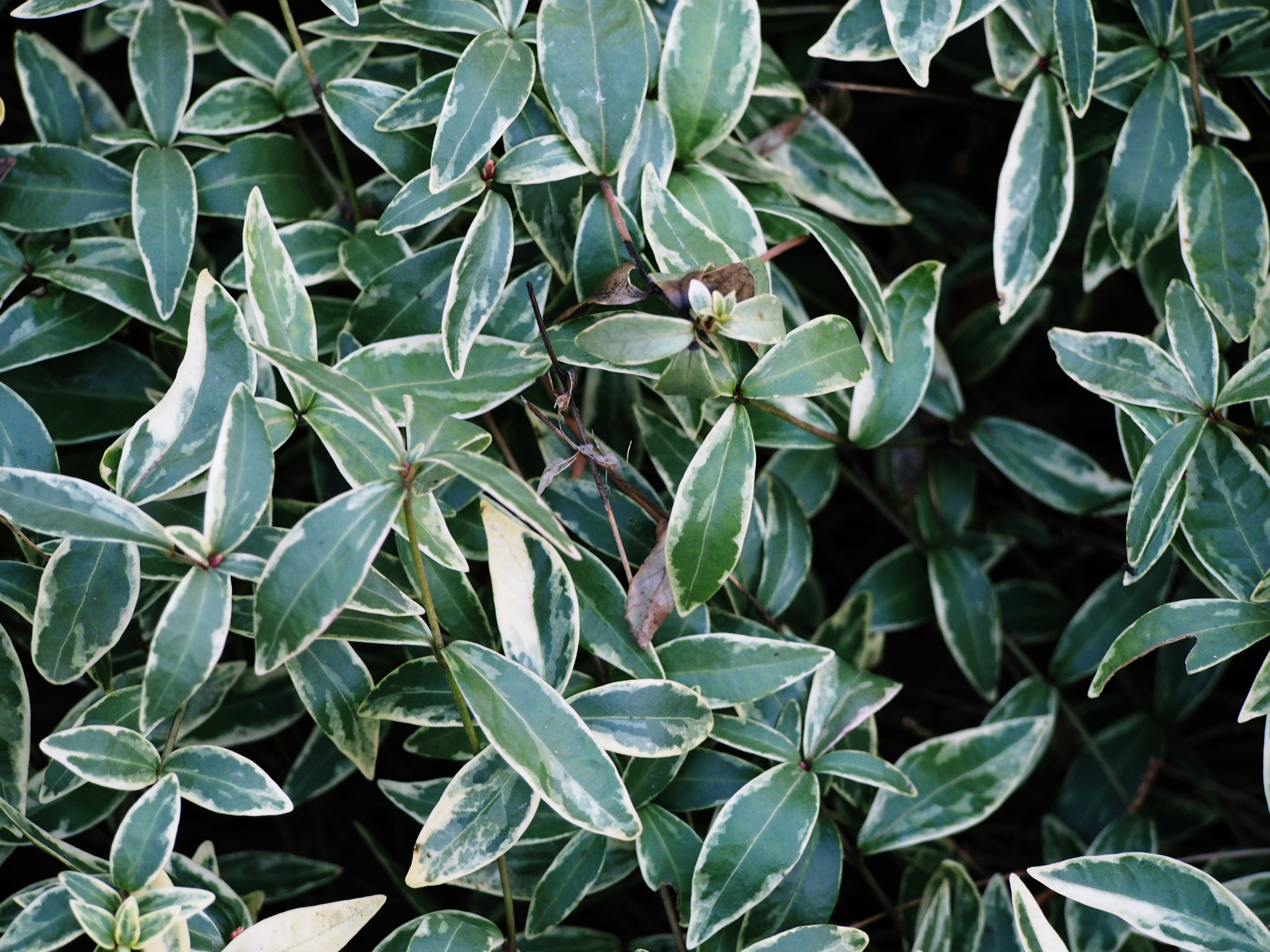
Die Sorte ‘Argenteovariegata’ mit panaschierten Laubblättern

## Nutzung

### Toxikologie, Pharmakologie, Inhaltsstoffe
Das Kleine Immergrün ist in allen Pflanzenteilen giftig. Es enthält mehr als 40 Alkaloide, der Gesamtalkaloidgehalt beträgt 0,2 bis 0,7 Prozent. Hauptwirkstoffe sind Vincamin und Eburnamenin.
Das Kleine Immergrün (in alten Texten auch als Berwinca und syngrün, das heißt Immergrün, verzeichnet) wurde früher als Heilpflanze zur Behandlung zahlreicher Krankheiten eingesetzt, aber 1986 hat das Bundesgesundheitsamt die Zulassung für alle immergrünhaltigen Präparate widerrufen. Im Tierversuch zeigten sich nämlich Blutschäden, die nicht auf die Hauptalkaloide, sondern auf Begleitkomponenten zurückzuführen sind. Immergrünkraut (Vincae minoris herba) darf nicht mehr als Rezepturarzneimittel verwendet werden. Von diesem Verbot nicht betroffen sind Vincamin-Fertigpräparate, die aus den Pflanzen gewonnen werden oder synthetisch hergestellt werden, und homöopathische Präparate. Sie werden bei zerebralen Durchblutungsstörungen eingesetzt.

### Zierpflanze
Das Kleine Immergrün wird oft als Bodendecker für schattige oder halbschattige Standorte gepflanzt. Es gibt einige Ausleseformen, beispielsweise Sorten mit weißen (‘Alba’), hell-dunkelblauen (‘Bowles Variety’) oder rotvioletten (‘Atropurpurea’) Blüten oder mit panaschierten Laubblättern (‘Argenteovariegata’). Weitere Sorten sind ‘Multiplex’ und ‘Sabinka’. Das Kleine Immergrün verwildert leicht.

### Brauchtum
An vielen Orten wird das Kleine Immergrün zu Braut- und Totenkränzen verwendet. In den Alpen werden geweihte Kränze gegen Blitzgefahr vor Fenstern aufgehängt.

## Bilder

Blüten des kleinen Immergrüns mit fünf und sechs Kronblättern